# Padroado

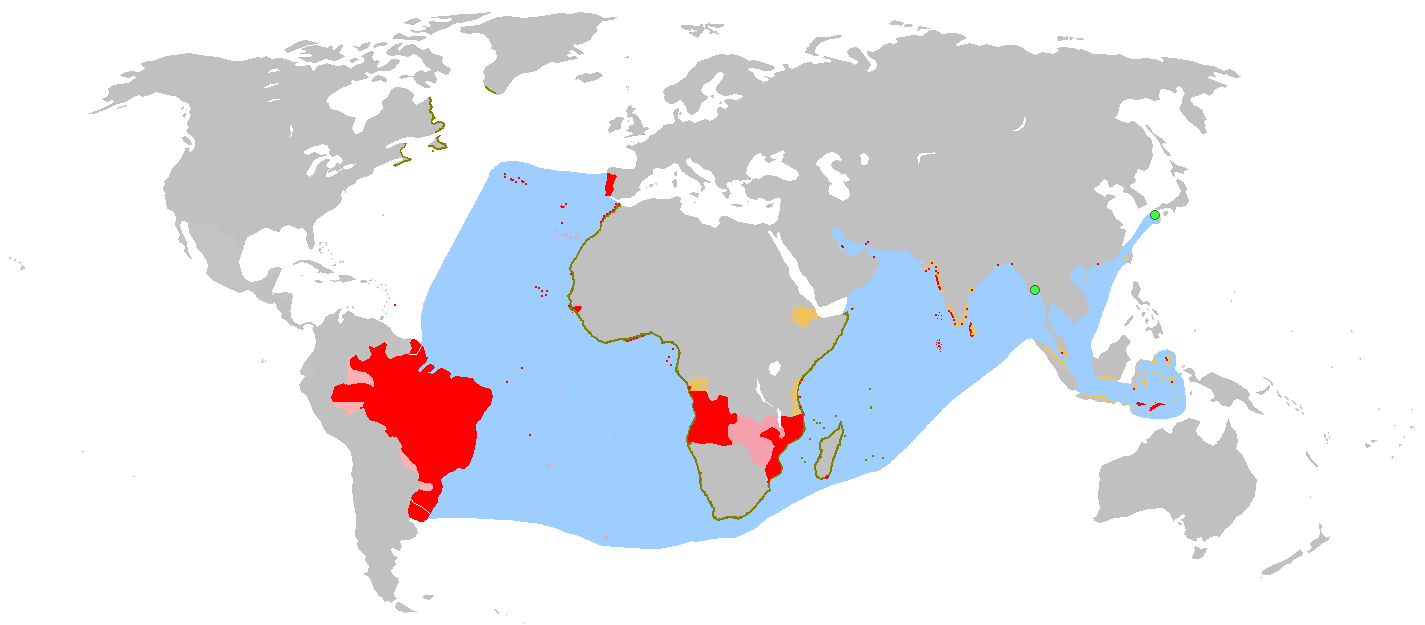
Anachroniczna mapa Imperium Portugalskiego (1415-1999)

Padroado (port. patronat) – porozumienie z XIV-XV w. zawarte pomiędzy Stolicą Świętą a królestwem Portugalii, w którym Watykan powierzał królom Portugalii administrowanie strukturami kościelnymi w zamorskich terytoriach.
Porozumienie sięga początków portugalskiej ekspansji morskiej, czyli połowy XV w. Zostało potwierdzone przez Leona X w 1514 r. System utrzymywał się aż do XX w. W 1911 wprowadzono w Portugalii rozdział Kościoła od Państwa i porozumienie, zwane wówczas Padroado Português do Oriente, zaczęło tracić na znaczeniu.
Na mocy porozumienia, królowie uzyskali następujące przywileje na nowych terenach:
- zlecanie budowy kościołów
- nominowanie księży oraz biskupów do danych funkcji

Przez Padroado, Portugalia była dość ściśle związana z Kościołem. Np. aż do Soboru Watykańskiego II to głowa państwa portugalskiego nakładała czerwony biret patriarsze Lizbony.